# Mount McKeown
Mount McKeown ist ein 1880 m hoher Berg im westantarktischen Ellsworthland. Er ragt an der Nordseite des Embree-Gletschers in einer Entfernung von 5 km nordöstlich des Mount Schmid im nördlichen Teil der Sentinel Range des Ellsworthgebirges auf.
Der United States Geological Survey kartierte ihn anhand eigener Vermessungen und mithilfe von Luftaufnahmen der United States Navy zwischen 1957 und 1959. Das Advisory Committee on Antarctic Names benannte ihn 1961 nach Leutnant Donald Francis McKeown (1934–1997) von der United States Air Force, der an der Errichtung der Südpolstation in den Jahren 1956 bis 1957 beteiligt war.